# Exile in Oblivion
Exile in Oblivion is het vijfde studioalbum van de Amerikaanse punkband Strung Out. Het album werd uitgegeven op 2 november 2004 via Fat Wreck Chords op cd en vinyl. Exile in Oblivion bracht Strung Out terug bij de oorspronkelijke skatepunkstijl. Voor het nummer "Analog" is een videoclip gemaakt.

## Nummers
1. "Analog" - 2:55
2. "Blueprint of the Fall" - 3:05
3. "Katatonia" - 2:46
4. "Her Name In Blood" - 3:20
5. "Angeldust" - 3:39
6. "Lucifermotorcade" - 2:43
7. "Vampires" - 2:46
8. "No Voice Of Mine" - 2:28
9. "Anna Lee" - 3:12
10. "Never Speak Again" - 4:01
11. "Skeletondanse" - 2:43
12. "Scarlet" - 3:19
13. "Swan Dive" - 3:30
14. "The Misanthropic Principle" - 4:06

## Band
- Jason Cruz - zang
- Jake Kiley - gitaar
- Rob Ramos - gitaar
- Chris Aiken - basgitaar
- Jordan Burns - drums